# ستاندارد سيتي (إلينوي)
ستاندارد سيتي (بالإنجليزية: Standard City)‏ هي منطقة سكنية تقع في الولايات المتحدة في إلينوي. يقدر عدد سكانها بـ 138 نسمة .

## الموقع الجغرافي
الموقع الجغرافي للمناطق المحيطة بهذه النقطة هو كالتالي: